# Anirudh Thapa
Anirudh Thapa (n. Dehradun, 20 de mayo de 1998) es un futbolista profesional indio que juega en la demarcación de centrocampista para el Mohun Bagan SG de la Superliga de India.

## Selección nacional
Tras jugar en la selección de fútbol sub-17 de India, la sub-19 y la sub-23, finalmente hizo su debut con la selección absoluta el 24 de agosto de 2017 en un encuentro amistoso contra San Cristóbal y Nieves, partido que finalizó con un marcador de empate a uno tras los goles de Jackichand Singh para la India, y de G'Vaune Amory para San Cristóbal y Nieves.

### Goles internacionales
| # | Fecha              | Estadio                                             | Oponente  | Gol | Resultado | Competición        |
| - | ------------------ | --------------------------------------------------- | --------- | --- | --------- | ------------------ |
| 1 | 6 de enero de 2019 | Estadio Al-Nahyan, Abu Dabi, Emiratos Árabes Unidos | Tailandia | 1-3 | 1–4       | Copa Asiática 2019 |
| 2 | 8 de junio de 2019 | Chang Arena, Burinam, Tailandia                     | Tailandia | 0-1 | 0-1       | Amistoso           |

## Clubes
| Club                       | País  | Año         | Partidos | Goles |
| -------------------------- | ----- | ----------- | -------- | ----- |
| Chennaiyin FC              | India | 2016        | 1        | 0     |
| Minerva Punjab FC (cedido) | India | 2017        | 14       | 1     |
| Chennaiyin FC              | India | 2017 - 2023 | 118      | 11    |
| Mohun Bagan SG             | India | 2023-       | 2        | 0     |

## Palmarés

### Campeonatos nacionales
| Título             | Club          | País  | Año  |
| ------------------ | ------------- | ----- | ---- |
| Superliga de India | Chennaiyin FC | India | 2018 |